# All Saints (Antigua e Barbuda)
All Saints è il terzo centro abitato di Antigua e Barbuda, con una popolazione di circa 3 412 abitanti. Si trova al centro dell'isola Antigua, a sole 5 miglia dalla capitale St. John's.
Nelle vicinanze della città si trova la prima piantagione di canna da zucchero dell'isola, fatta installare da Sir Christopher Codrington nel 1674 e chiamata Betty's Hope, attualmente trasformata in un piccolo museo che mostra la storia della piantagione, con mappe gli utensili utilizzati.
L'area attorno a All Saints è conosciuta per la sua produzione di porcellane tradizionali, da cui prende il nome il vicino villaggio di Potter's Village.